# اولدزموبیل کاتلس

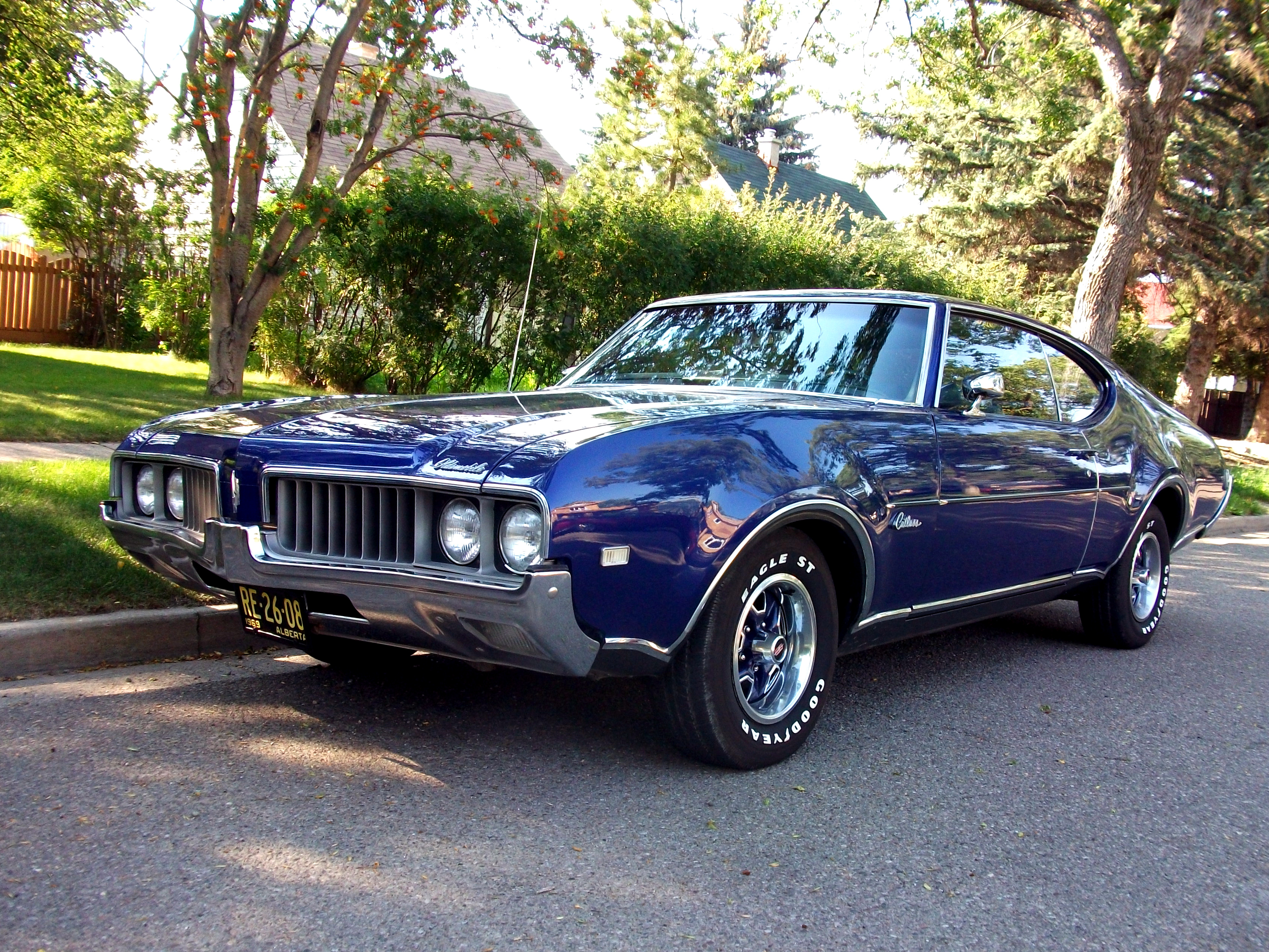

اولدزموبیل کاتلس (Oldsmobile Cutlass) خودرویی است که در سال‌های ۱۹۶۱ تا ۱۹۹۹تولید شده‌است. 